# Alireza Jahanbakhsh
Alireza Jahanbakhsh (em persa: علیرضا جهانبخش جیرنده, Jirandeh, 11 de agosto de 1993) é um futebolista iraniano que atua como ponta-direita. Atualmente, joga no Heerenveen.

## Carreira
Alireza Jahanbakhsh foi o artilheiro do campeonato holandês de 2017/2018 com 21 gols. Já representou a Seleção Iraniana de Futebol na Copa da Ásia de 2015, na Copa do Mundo de 2014, na Copa do Mundo de 2018 e na Copa do Mundo de 2022.

## Títulos
NEC Nijmegen
- Eerste Divisie: 2014–15

Feyenoord
- Campeonato Neerlandês: 2022–23
- Copa dos Países Baixos: 2023–24

### Prêmios individuais
- Eredivisie Talento da Temporada: 2013–14 (Vice)
- Eerste Divisie Futebolista do primeiro turno: 2014–15
- Eerste Divisie Melhor jogador da temporada (Gouden Stier): 2014-15

### Artilharias
- Eredivisie de 2017–18 (21 gols)